# Asnières-la-Giraud
Asnières-la-Giraud és un municipi francès situat al departament del Charente Marítim i a la regió de la Nova Aquitània. L'any 2007 tenia 913 habitants.

## Demografia

### Població
El 2007 la població de fet d'Asnières-la-Giraud era de 913 persones. Hi havia 380 famílies de les quals 97 eren unipersonals (40 homes vivint sols i 57 dones vivint soles), 130 parelles sense fills, 113 parelles amb fills i 40 famílies monoparentals amb fills.
La població ha evolucionat segons el següent gràfic:
Habitants censats

### Habitatges
El 2007 hi havia 488 habitatges, 387 eren l'habitatge principal de la família, 43 eren segones residències i 58 estaven desocupats. 469 eren cases i 14 eren apartaments. Dels 387 habitatges principals, 307 estaven ocupats pels seus propietaris, 70 estaven llogats i ocupats pels llogaters i 10 estaven cedits a títol gratuït; 2 tenien una cambra, 19 en tenien dues, 46 en tenien tres, 118 en tenien quatre i 201 en tenien cinc o més. 310 habitatges disposaven pel capbaix d'una plaça de pàrquing. A 176 habitatges hi havia un automòbil i a 180 n'hi havia dos o més.

### Piràmide de població
La piràmide de població per edats i sexe el 2009 era:
| Homes | Edats   | Dones |
| ----- | ------- | ----- |
| 0     | 95 o +  | 0     |
| 4     | 90 a 94 | 4     |
| 4     | 85 a 89 | 4     |
| 16    | 80 a 84 | 4     |
| 8     | 75 a 79 | 28    |
| 36    | 70 a 74 | 16    |
| 32    | 65 a 69 | 28    |
| 8     | 60 a 64 | 36    |
| 24    | 55 a 59 | 8     |
| 36    | 50 a 54 | 32    |
| 28    | 45 a 49 | 16    |
| 44    | 40 a 44 | 32    |
| 56    | 35 a 39 | 60    |
| 40    | 30 a 34 | 16    |
| 24    | 25 a 29 | 28    |
| 16    | 20 a 24 | 12    |
| 16    | 15 a 19 | 0     |
| 32    | 10 a 14 | 40    |
| 20    | 5 a 9   | 32    |
| 36    | 0 a 4   | 8     |

## Economia
El 2007 la població en edat de treballar era de 585 persones, 419 eren actives i 166 eren inactives. De les 419 persones actives 375 estaven ocupades (207 homes i 168 dones) i 44 estaven aturades (27 homes i 17 dones). De les 166 persones inactives 60 estaven jubilades, 38 estaven estudiant i 68 estaven classificades com a «altres inactius».

### Ingressos
El 2009 a Asnières-la-Giraud hi havia 381 unitats fiscals que integraven 875,5 persones, la mediana anual d'ingressos fiscals per persona era de 16.790 €.

### Activitats econòmiques
Dels 28 establiments que hi havia el 2007, 1 era d'una empresa alimentària, 1 d'una empresa de fabricació de material elèctric, 1 d'una empresa de fabricació d'elements pel transport, 3 d'empreses de fabricació d'altres productes industrials, 6 d'empreses de construcció, 10 d'empreses de comerç i reparació d'automòbils, 3 d'empreses d'hostatgeria i restauració, 1 d'una entitat de l'administració pública i 2 d'empreses classificades com a «altres activitats de serveis».
Dels 9 establiments de servei als particulars que hi havia el 2009, 3 eren tallers de reparació d'automòbils i de material agrícola, 2 paletes, 2 guixaires pintors, 1 fusteria i 1 perruqueria.
L'únic establiment comercial que hi havia el 2009 era una fleca.
L'any 2000 a Asnières-la-Giraud hi havia 34 explotacions agrícoles que ocupaven un total de 1.518 hectàrees.

## Equipaments sanitaris i escolars
El 2009 hi havia una escola elemental.

## Poblacions més properes
El següent diagrama mostra les poblacions més properes.